# Murray Gerstenhaber
Murray Gerstenhaber (* 5. Juni 1927 in Brooklyn; † 21. Februar 2024) war ein US-amerikanischer Mathematiker, der sich mit Algebra beschäftigte.

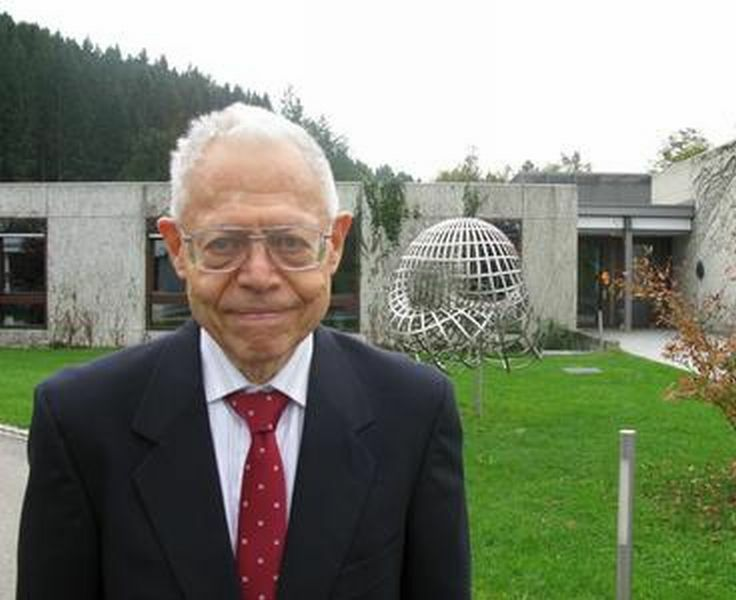
Murray Gerstenhaber, Oberwolfach 2010

## Leben und Werk
Gerstenhaber war frühbegabt und ging ab 1940 auf die Bronx High School of Science. Nach dem Wehrdienst von 1945 bis 1947 bei der Infanterie ging er auf die Yale University, wo er 1948 seinen Bachelor-Abschluss in Mathematik machte. 1947 gewann er mit dem Yale-Team (in dem auch Murray Gell-Mann war) den zweiten Preis im William-Lowell-Putnam-Wettbewerb. 1949 machte er an der University of Chicago seinen Master-Abschluss und wurde dort 1951 bei Abraham Adrian Albert promoviert (Rings of Derivations). Als Post-Doktorand war er 1951/52 Frank D. Jewett Fellow an der Harvard University und 1952/53 am Institute for Advanced Study. Danach war er an der University of Pennsylvania, zunächst ab 1953 als Assistant Professor, ab 1958 als Associate Professor und ab 1961 als Professor. 1982/83 war er Vorsitzender des Fakultäts-Senats der Universität. Er war mehrfach am Institute for Advanced Study (1952 bis 1953, 1957 bis 1959, 1962, 1965/66, 1981/82) und 1961/62 am Institute for Defense Analyses. 1990 fungierte er als Gastredner bei der Einweihung des Euler-Instituts in Sankt Petersburg.
Er befasste sich mit algebraischer Deformationstheorie, die er in den 1960er Jahren begründete. 1963 führte er Gerstenhaber-Algebren ein als algebraische Struktur (mit einem gradierten kommutativen Produkt und einer gradierten Lie-Algebra) auf der Hochschild-Kohomologie, die die Deformation von Algebren beschreibt. Sie fanden später Anwendungen zum Beispiel in der Quantenfeldtheorie (Batalin-Vilkovisky-Formalismus in Eichtheorien) und Deformierungs-Quantisierung (u. a. Moshé Flato, Daniel Sternheimer) beim Übergang von klassischer Physik zu Quantenmechanik und ein weiteres Beispiel für Gerstenhaber Algebren ist ein äußeres Produkt auf einer Liealgebra. Er beschäftigte sich auch mit mathematischen Problemen der Biologie, worüber er in den 1960er und 1970er Jahren mehrere Sammelbände herausbrachte.
Neben seiner Tätigkeit als Mathematikprofessor promovierte er 1973 an der University of Pennsylvania in Jura (J.D., Juris Doctor), ist in Pennsylvania seit 1974 als Anwalt zugelassen und unterrichtete an der juristischen Fakultät der University of Pennsylvania. Gerstenhaber beschäftigte sich auch mit der Anwendung der Statistik und wahrscheinlichkeitstheoretischer Schlussfolgerungen in juristischen Fragen.
1965 bis 1971 war er Herausgeber des Bulletin of the American Mathematical Society. Er war Fellow der American Mathematical Society und der American Association for the Advancement of Science. Für 2021 erhielt er den Leroy P. Steele Prize für Seminal Contribution to Research.
Er war seit 1958 verheiratet und hatte zwei Söhne und eine Tochter.

## Schriften
- On the deformation of rings and algebras. In: Annals of Mathematics. Band 79, Nr. 1, 1964, S. 59–103, doi:10.2307/1970484; Teil II: Band 84, Nr. 1, 1966, S. 1–19, doi:10.2307/1970528; Teil III: Band 88, Nr. 1, 1968, S. 1–34, doi:10.2307/1970553; Teil IV: Band 99, Nr. 2, 1974, S. 257–276, doi:10.2307/1970900; Teil V: mit C. Wilkerson in: John McCleary (Hrsg.): Higher Homotopy Structures in Topology and Mathematical Physics (= Contemporary Mathematics. 227). American Mathematical Society, Providence RI 1999, ISBN 0-8218-0913-X, S. 89–101.
- als Herausgeber mit Michiel Hazewinkel: Deformation theory algebras and structures and applications (= NATO ASI Series. Series C: Mathematical and Physical Sciences. 247). Kluwer, Dordrecht u. a. 1988, ISBN 90-277-2804-6 (darin mit Samuel D. Schack Algebraic Cohomology and Deformation Theory. S. 11–264).
- als Herausgeber mit James D. Stasheff: Deformation theory and quantum groups with applications to Mathematical Physics. Proceedings of an AMS-IMS-SIAM 1990 Joint Summer Research Conference held June 14–20 at the University of Massachusetts, Amherst with support from the National Science Foundation (= Contemporary Mathematics. 134). American Mathematical Society, Providence RI 1992, ISBN 0-8218-5141-1 (darin mit Samuel D. Schack: Algebras, Bialgebras, Quantum Groups and algebraic deformations. S. 51–92).
- mit Philippe Bonneau, Anthony Giaquinto, Daniel Sternheimer Quantum groups and deformation quantization: explicit approaches and implicit aspects. In: Journal of Mathematical Physics. Band 45, Nr. 10, 2004, S. 3703–3741, doi:10.1063/1.1786681.